# Andri Vynokurov
Andri Vynokurov –en ucraniano, Андрій Винокуров– (Járkov, 14 de febrero de 1982) es un deportista ucraniano que compite en ciclismo en la modalidad de pista, especialista en las pruebas de velocidad.
Ganó 4 medallas en el Campeonato Europeo de Ciclismo en Pista entre los años 2009 y 2017.

## Medallero internacional
| Campeonato Europeo | Campeonato Europeo       | Campeonato Europeo | Campeonato Europeo   |
| Año                | Lugar                    | Medalla            | Competición          |
| ------------------ | ------------------------ | ------------------ | -------------------- |
| 2009               | Gante ( Bélgica)         | Medalla de bronce  | Ómnium esprint       |
| 2016               | Saint-Quentin ( Francia) | Medalla de plata   | Keirin               |
| 2016               | Saint-Quentin ( Francia) | Medalla de bronce  | Velocidad individual |
| 2017               | Berlín ( Alemania)       | Medalla de bronce  | Keirin               |

1. ↑  Campeonato Europeo realizado sólo para la disciplina de ómnium.
2. ↑  Variedad de ómnium que incluía cuatro pruebas de esprint: 200 m vuelta lanzada, keirin, eliminación y velocidad individual.